# Jev a skutečnost
Jev a skutečnost (anglicky Appearance and Reality) je filozofická práce F. H. Bradleyho,  uveřejněná v roce 1893.

## Obsah
Bradley začíná takovou úvahou: často se mýlíme, ale samy ideje, jichž používáme, snažíme-li se pochopit vesmír, se mohou stát prostředky nápravy našich omylů. Prozkoumáme-li tyto ideje, soudí Bradley, dospějeme k přesvědčení, že „svět, chápaný tímto způsobem, sám sobě odporuje, a proto je jen zdánlivý, a ne skutečný.“ Základní pojmy, v nichž filozofie a přírodní vědy vyjadřují své poznatky o skutečnosti, jsou rozporné, a proto neskutečné.
Podívejme se, jak Bradley analyzuje například pojem kvality. Filozofie vypracovala pojmy 
primárních a sekundárních kvalit. Sekundární kvality (barva, chuť, vůně) netvoří podstatu věcí a existují jen pro smyslové orgány. A naopak primární kvality (délka, forma, hustota atd.) patří k podstatě věcí. Avšak vnímáme-li sekundární kvality, pak existují, tzn. „jestliže jsme je mohli vnímat, pak jsou.“ Protože však tyto kvality vnímáme pouze v určitých vztazích ke smyslovým orgánům, jsou „pouhými jevy.“ Na druhé straně, vztah sekundárních kvalit k primárním je naprosto nepostižitelný. Sekundární kvality existují a zároveň nepatří prostorovým primárním kvalitám. Musejí patřit prostorovým (majícím primární kvality) věcem, a zároveň jim patřit nemohou. Vzniká nepřípustný rozpor, což znamená, že rozlišení primárních a sekundárních kvalit „nás nepřibližuje k opravdové podstatě skutečnosti.“
Můžeme se pokusit vysvětlit podstatu věcí také pomocí rozlišování věci a jejích kvalit. Ale ani to nepomůže. Například cukr má tyto vlastnosti: bělost, tvrdost, sladkost. Avšak není totožný se sladkostí, jinak by nebyl také tvrdým a bílým. Kdybychom řekli, že cukr je souhrn bělosti, tvrdosti a sladkosti, znamenalo by to zbavit ho jednoty, která zde existuje, ale tato jednota nespočívá ani v samotných vlastnostech, ani není něčím nad nimi. Řekneme-li, že vlastnosti se spojují vztahy, pak rozpustíme věc ve vztazích atd. A závěr, k němuž Bradley dospívá, je tento:
Způsob myšlení, využívající vztahů, tj. jakýkoli způsob působící prostřednictvím mechanismu termínů a vztahů, nám nutně poskytuje jev, a ne pravdu. 
F. H. Bradley, Jev a skutečnost
Stejně rozporné jsou podle Bradleyho i prostor a čas. Prostor není nic jiného než „vztah prostorů,“ což je rozporné, protože v takovém případě se prostor mění ve „vztah mezi termíny, které nelze odhalit.“ Čas je jednotou protikladů, neboť existuje "dříve" i "potom" v "jednom". Proto „zřejmě není tím, co je skutečné, ale rozpornou zdánlivostí.“
Analogické rozpory stálosti a proměnlivosti, mimočasovosti a časového charakteru jsou vlastností pojmů pohybu a změny. Obsahují „jak nutnost, tak i nemožnost spojit různé aspekty.“ Rozpor přetržitosti a nepřetržitosti proniká pojem příčinnosti; rozpor pasivity (protože každý jev má příčinu) a aktivity (protože sám vystupuje jako příčina) charakterizuje pojem činnosti; pojem věci ztělesňuje rozpor totožnosti a rozdílu; rozpor Já a ne-Já narušuje pretenze subjektivismu, který věří, že Já vnáší rád do chaosu počitků atd. A proto, píše Bradley,
jsme zatím jen odhalili, že nejsme schopni postihnout skutečnost. Různé způsoby, jimiž se vnímají věci, ukázaly, že nemohou poskytnout víc než pouhé zdání. 
F. H. Bradley, Jev a skutečnost
Z tvrzení o nevyhnutelné rozpornosti lidských pojmů se obvykle dělá agnostický závěr: nemůžeme postihnout "věci o sobě", jsou nepoznatelné. Avšak pro Bradleyho je tento závěr nepřijatelný. Jestliže víme, že je svět nepoznatelný, pak již o něm něco známe. Jestliže známe jen jevy, přece jen víme, že jevy existují, a tedy nemohou nemít „lidskou hodnotu.“ Avšak všechno, co existuje a má hodnotu, musí náležet skutečnosti, tj. být jejím projevem, dokazuje Bradley.
Co však můžeme v takovém případě o této skutečnosti říci? Na rozdíl od rozporných jevů je jejím znakem nerozpornost.
Vlastností skutečného je zahrnovat všechno fenomenální v harmonické formě. 
F. H. Bradley, Jev a skutečnost
Tato vlastnost není dostupná lidskému myšlení, které není schopné zahrnout skutečnost kvůli tomu, že jako jednostranné nezahrnuje veškerý obsah skutečnosti. Skutečnost se neredukuje na myšlení, jak se domníval Hegel; neredukuje se na vůli, jak soudil Schopenhauer. Ochuzujeme skutečnost, když s ní odstraňujeme vnímání a přání, estetický cit, spokojenost a utrpení. Že všech těchto momentů dohromady se musí skládat „absolutní skutečnost.“
Existuje pouze jedna skutečnost, a její bytí spočívá ve zkušenosti. 
F. H. Bradley, Jev a skutečnost
I když moje osobní zkušenost není celý svět, svět se jeví mé zkušenosti, a protože existuje v mé zkušenosti, je stavem mého rozumu. Přestože moje Já není Absolutnem, bez něho by bylo Absolutno neúplné.